# Barāwe
Barāwe o Brava (en árabe: ﺑﺮﺍﻭي‎) es una ciudad portuaria en la costa sur de Somalia. Tiene una población aproximada de 32.800 habitantes.